# Titanebo albocaudatus
Titanebo albocaudatus là một loài nhện trong họ Philodromidae.
Loài này thuộc chi Titanebo. Titanebo albocaudatus được miêu tả năm 1965 bởi Schick.